# Estación Benjamín Paz
Benjamín Paz es una estación de ferrocarril del Ferrocarril General Belgrano de la red ferroviaria argentina, en el ramal que une las estaciones Santa Fe y La Quiaca en Argentina.
Se encuentra en la localidad de Benjamín Paz, Provincia de Tucumán, a la vera de la Ruta Nacional 9.

## Historia
La estación fue abierta al tránsito en marzo de 1888 por el Ferrocarril Central Norte Argentino.

## Servicios
No presta servicios de pasajeros, sólo de cargas. Sus vías e instalaciones están a cargo de la empresa estatal Trenes Argentinos Cargas.